# D'encre et de sang
Pour plus de détails, voir Fiche technique et Distribution.
D'encre et de sang est un film québécois réalisé par Alexis Fortier Gauthier, Maxim Rheault et Francis Fortin sorti en 2016.

## Synopsis
Sébastien Pelletier est un libraire, mais aussi un écrivain qui rêve d'être publié. Il se lie d'amitié avec Joseph Fontaine, un auteur qu'il estime, lorsque celui-ci vient acheter un livre. Mais ce dernier meurt, frappé par une voiture à sa sortie de la librairie alors qu'il venait récupérer sa mallette oubliée lors d'une précédente visite. Sasha, la fille de Sébastien, est témoin de l'accident et en reste terriblement affectée. Dans les jours qui suivent, elle remarque un jeune homme qui vient à plusieurs reprises sur les lieux de l'accident et devine qu'il doit s'agir du fils de Joseph. Un jour, elle le suit et commence une relation amoureuse avec celui-ci, prénommé Sidney, sans l'informer qu'elle a été témoin de la mort de son père. Cette relation se complique lorsqu'elle découvre le secret que lui cache son père qui est sur le point d'être finalement édité.

## Fiche technique
Source : IMDb et Films du Québec
- Titre original : D'encre et de sang
- Réalisation : Alexis Fortier Gauthier, Maxim Rheault et Francis Fortin
- Scénario : Kelly-Anne Bonieux, Ariane Louis-Seize et Rémi Dufresne
- Musique : Peter Venne
- Direction artistique : Valérie-Jeanne Mathieu
- Costumes : Valérie Gagnon-Hamel
- Maquillage et coiffure : Léonie Lévesque et Marie Salvado
- Photographie : Vincent Biron (en)
- Son : Guillaume Daoust, Martin Allard, Isabelle Lussier
- Montage : Dominique Fortin
- Production : Jeanne-Marie Poulain
- Société de production : Les films de l'Atelier
- Sociétés de distribution : K-Films Amérique
- Pays de production :  Canada
- Langue originale : français
- Format : couleur
- Genre : drame psychologique
- Durée : 82 minutes
- Dates de sortie :
  - Canada : 20 septembre 2016 (première mondiale au Festival de cinéma de la ville de Québec)[2]
  - Canada : 9 décembre 2016 (sortie en salle au Québec)

## Distribution
- Martin Desgagné : Sébastien Pelletier
- Lysandre Ménard : Sasha
- Iannicko N'Doua-Légaré : Sidney
- Fayolle Jean : Joseph Fontaine
- Diane Jules : Hélène
- Didier Lucien : Hercule
- Jocelyn Blanchard : Dr Bourdages, psychologue de Sasha
- Nathalie Coupal : l'éditrice
- Véronique Chaumont : l'assistante éditrice
- Thomas Gionet Lavigne : conducteur accident